# Bibliographische Einführungen in das Studium der Philosophie
Bibliographische Einführungen in das Studium der Philosophie ist eine deutschsprachige Buchreihe mit Einführungen in das Studium der Philosophie. Sie wurde herausgegeben von dem polnischen Philosophen und Dominikanerbruder I. M. Bochenski und erschien in Bern bei Francke von 1948 bis 1953. Verschiedene renommierte Fachgelehrte, darunter mehrere Geistliche, haben an ihr mitgewirkt. Es erschienen insgesamt 23 Hefte in der Reihe. 

## Bände (Auswahl)
Die folgende Übersicht erhebt keinen Anspruch auf Aktualität oder Vollständigkeit:
- Joseph M. Bocheński: Allgemeine philosophische Bibliographie. 1948.
- Ralph Bubrich Winn: Amerikanische Philosophie. 1948.
- Olof Gigon: Antike Philosophie. 1948.
- Jean de Menasce: Arabische Philosophie. 1948.
- Marie-Dominique Philippee: Aristoteles. 1948.
- Michele Federico Sciacca: Augustinus. 1948.
- Constantin Regamey: Buddhistische Philosophie. 1950.
- Otto Friedrich Bollnow: Deutsche Existenzphilosophie. 1953.
- Régis Jolivet: Existenzphilosophie. 1948.
- Michele Federico Sciacca: Italienische Philosophie der Gegenwart. 1948.
- Georges Vajda: Jüdische Philosophie. 1950.
- Régis Jolivet: Kierkegaard. 1948.
- Karl Dürr: Der logische Positivismus. 1948.
- Othmar Perler: Patristische Philosophie. 1950
- Fernand Van Steenberghen Philosophie des Mittelalters. 1950.
- Olof Gigon: Platon. 1950.
- Evert Willem Beth: Symbolische Logik und Grundlegung der exakten Wissenschaften. 1948.
- Paul Wyser: Der Thomismus. 1951.
- Paul Wyser: Thomas von Aquin. 1950.